# مارگارت اتوود
مارگارت اِلنور اتوود (به انگلیسی: Margaret Elenor Atwood) (زاده ۱۸ نوامبر ۱۹۳۹) شاعر، داستان‌نویس، منتقد ادبی، فعال سیاسی و فمینیست سرشناس کانادایی است. او جوایز ادبیات پرنسس آستوریاس و آرتور سی. کلارک را دریافت کرده‌است؛ پنج بار برای جایزه بوکر نامزد شده که از این میان یک بار برنده آن بوده‌است؛ همچنین، بارهای متعدد در مرحله پایانی جایزه فرماندار کل کانادا (Governor General) حضور داشته و دو بار آن را به‌دست آورده‌است. نام او در سال ۲۰۰۱ در میان ستاره‌داران پیاده‌راه مشاهیر کانادا قرار گرفت. او همچنین یکی از بنیان‌گذاران بنیاد نویسندگان کانادا است؛ سازمانی غیرانتفاعی که برای تقویت جامعه نویسندگان کانادا می‌کوشد. در کنار خدمات بی‌شمارش به ادبیات کانادا، او از متولیان بنیان‌گذاری جایزه شعر گریفین است. کتاب‌های سرگذشت ندیمه، آدمکش کور برندهٔ جایزهٔ بوکر سال ۲۰۰۰ و اوریکس و کریک از آثار او هستند.

## سال‌های جوانی و تحصیلات
آتوود در شهر اتاوا در ایالت اونتاریوی کانادا دیده به جهان گشود. او دومین فرزند از سه فرزند خانواده‌اش بود. پدرش کارل ادموند آتوود حشره‌شناس و مادرش مارگارت دوروتی کیلام اهل وودویل نوا اسکاشیا، در گذشته متخصص تغذیه بود. به سبب تحقیقات پدرش بر روی حشرات جنگلی، او بیشتر کودکی خود را در جنگل‌های دورافتاده کِبِک شمالی و در سفر بین اتاوا، سو سنت مری و تورنتو گذراند. این تجربه دوران کودکی، بعدها در آثارش در به‌کارگیری تعبیرها از دنیای جانوران و طبیعت نمود یافت.
مارگارت النور نوشتن نمایش‌نامه و سرودن شعر را در شش سالگی آغاز کرد. مارگارت جوان در شانزده سالگی علاقه به نویسندگی حرفه‌ای را در خود کشف کرد. او در سال ۱۹۵۷ تحصیلاتش را در کالج ویکتوریای دانشگاه تورنتو آغاز و اشعار و مقالاتش را در نشریه ادبی این کالج، Acta Victoriana، منتشر کرد. جی مکفرسون و نورثروپ فرای از جمله استادان او بودند. او در سال ۱۹۶۱ با مدرک لیسانس در رشته اصلی ادبیات انگلیسی و فلسفه و زبان فرانسوی به عنوان رشته‌های جنبی فارغ‌التحصیل شد.
آتوود در اواخر سال ۱۹۶۱، پس از کسب مدال ای.جی. پرات برای کتاب اشعارش «همزاد پرسفونه»، تحصیلات عالیه خود را در کالج رادکلیف هاروارد با استفاده از برنامه کمک‌هزینه «پرزیدنت وودرو ویلسون» پی گرفت. او در سال ۱۹۶۹ مدرک ارشد خود را از کالج رادکلیف دریافت کرد و به مدت دو سال مطالعات دکترای خود را در دانشگاه هاروارد ادامه داد؛ اما پایان‌نامه خود «رمانس متافیزیکی انگلیسی» را به سرانجام نرساند.

## حرفه

### تدریس
مارگارت سال‌ها در دانشگاه‌های مختلف به آموزش مشغول بود. او در سال ۱۹۶۵ در دانشگاه بریتیش کلمبیا، سال‌های ۱۹۶۷ و ۱۹۶۸ در دانشگاه سر ژرژ ویلیام در مونترال، سال‌های ۱۹۶۹ و ۱۹۷۰ در دانشگاه آلبرتا، سال‌های ۱۹۷۱ و ۱۹۷۲ در دانشگاه یورک در تورنتو، سال ۱۹۸۵ در دانشگاه آلاباما در تاسکالوسا و دانشگاه نیویورک به تدریس می‌پرداخت.

### نویسندگی
او تاکنون بیش از ۴۰ رمان، داستان کوتاه، داستان کودک و کتاب‌های غیرادبی منتشر کرده‌است. از رمان‌های او که به فارسی منتشر شده‌است، می‌توان «سرگذشت ندیمه»، «عروس فریبکار»، «گریس دیگر»، «آدمکش کور»، «اوریکس و کریک» و «چشم گربه» را نام برد. آثار او ریشه در رئالیسم سنتی دارند و در نوشته‌هایش از زن به‌عنوان شخصیت اصلی استفاده می‌کند. اتوود در داستان‌هایش واقعیت‌های اجتماعی را با تخیل و اسطوره‌شناسی و طنز همراه می‌کند.
داستان «سرگذشت ندیمه» از آثار بسیار مطرح آتوود است که با وجود انتقادهای فراوان در سال ۱۹۸۵ منتشر شد. این رمان موفق به دریافت جایزهٔ Governor General شده و همچنین در سال ۱۹۸۷ اولین جایزهٔ آرتور سی. کلارک را کسب کرده‌است. این داستان شرح آمریکایی است که در آن زن‌ها قدرتی برای تعیین سرنوشت خود ندارند و از داشتن حداقل حقوق انسانی و مادی خود بی‌بهره هستند و بر اساس وضعیت تأهل و باروری خود ارزیابی می‌شوند؛ به‌عبارتی در این داستان، زن‌ها برده‌هایی در دست مردان به‌حساب می‌آیند. «آفرد» شخصیت اصلی این داستان است که برای فرزندآوری مقام عالی‌رتبه‌ای در دولت که همسرش نازاست، گماشته می‌شود.
از آوریل ۲۰۱۷ پخش سریالی با اقتباس از این داستان و با همین نام، The Handmaid’s Tale، در آمریکا آغاز شده‌است.
از دیگر آثار مطرح آتوود «چشم گربه» است که در سال ۱۹۸۸ منتشر شده‌است و نهمین رمان اوست. این رمان با درون‌مایه‌های اجتماعیاش، داستان زندگی زنی نقاش و سالخورده را روایت می‌کند که بعد از سال‌ها به زادگاهش بازمی‌گردد و خاطرات گذشته‌اش را مرور می‌کند. این رمان فضای اجتماعی و فرهنگی کانادا را در میانهٔ قرن بیستم، از جنگ جهانی دوم تا اواخر دههٔ هشتاد، به‌خوبی آشکار می‌کند و عناصر فرهنگی آن زمان همچون جنبش‌های متعدد هنر مدرن و فمینیسم را به تصویر می‌کشد.

#### فمینیسم
آتوود که در فضای گفتمان روشنفکری زنان کالج ویکتوریا قرار داشت، اغلب اوقات در رمان‌هایش شخصیت‌های زنی را به تصویر می‌کشد که مقهور پدرسالاری هستند. او همچنین توجه‌ها را به سمت فشار اجتماعی ناشی از ایدئولوژی پدرسالار جلب می‌کند. با این همه، آتوود سیطره تفکر فمینیستی را بر کتابش «زن خوراکی» که در سال ۱۹۶۹ و همزمان با آغاز موج دوم جنبش فمینیستی منتشر شد را رد می‌کند و مدعی است که این کتاب را چهار سال پیش از این جنبش نگاشته‌است. آتوود معتقد است لقب فمینیست تنها برازنده نویسندگانی است که آگاهانه در چارچوب جنبش فمینیستی به فعالیت می‌پردازند.

## جوایز و افتخارات
آتوود در طول زندگی حرفه‌ای‌اش بیش از ۵۵ جایزهٔ ملی و بین‌المللی کسب کرده‌است و درجات افتخاری متعددی از دانشگاه‌های مختلفی همچون دانشگاه آکسفورد و سوربن و کلمبیا دریافت کرده‌است. همچنین او موفق به دریافت جایزهٔ بوکر و Hammett برای رمان «آدمکش کور» شد.
مارگارت اتوود، در سال ۲۰۰۰، جایزه ادبی بوکر را به خاطر رمان «آدمکش کور» دریافت کرد.

## آثار

### رمان‌ها
- زن خوراکی (۱۹۶۹)
- بر امواج (۱۹۷۲)
- بانو پیشگوی (۱۹۷۶)
- زندگی پیش از انسان (۱۹۷۹)
- آسیب بدنی (۱۹۸۱)
- سرگذشت ندیمه (۱۹۸۵، برندهٔ جایزهٔ آرتور سی. کلارک، ترجمه به فارسی با نام سرگذشت ندیمه، سهیل سُمی، انشارات ققنوس، ۱۳۸۲)
- چشم گربه (۱۹۸۸ ترجمه به فارسی به دست سهیل سُمی، انتشارات مروارید، ۱۳۹۰)
- عروس فریبکار (۱۹۹۳، ترجمه به فارسی به دست شهین آسایش، انتشارات ققنوس، ۱۳۸۰)
- چهرهٔ پنهان (گریس دیگر) (۱۹۹۶، ترجمه به فارسی به دست جلال بایرام، انتشارات نیلوفر، ۱۳۸۱)
- آدمکش کور (۲۰۰۰، برندهٔ جایزه بوکر، ترجمه به فارسی به دست شهین آسایش، انتشارات ققنوس، ۱۳۸۱)
- اوریکس و کریک (آخرین انسان) (۲۰۰۳، ترجمه به فارسی به دست سهیل سُمی، انتشارات ققنوس، ۱۳۸۳)
- پنلوپیاد (۲۰۰۵)، ترجمه به زبان فارسی به دست طهورا آیتی، انتشارات کتاب پاگرد، ۱۳۹۹
- سال سیلاب (۲۰۰۹)
- آدام دیوانه (۲۰۱۳)
- ماه ستون‌نویس (۲۰۱۴)
- قلب‌ها ماندگارند (۲۰۱۵)
- بذر جادو (۲۰۱۶، ترجمه توسط نیلوفر خوش زبان، انتشارات ستاک، ۱۳۹۶)
- وصیت‌ها (۲۰۱۹)[۱۱]

### مجموعه داستان کوتاه
- دختران رقاص (۱۹۷۸)
- جنایت در تاریکی (۱۹۸۳)
- تخم‌مرغ ریش آبی (۱۹۸۳)
- نکات بیرونی (۱۹۹۱)
- استخوان‌های خوب (۱۹۹۲)
- استخوان‌های خوب و جنایتهای ساده (۱۹۹۴)
- ناکامی لابرادور (۱۹۹۶)
- سرپناه کاغذی (۳۴ داستان مینیمال) (۲۰۰۶، ترجمه به فارسی، گلاره جمشیدی، نشر نون، ۱۳۹۴)
- اختلال اخلاقی (۲۰۰۶)
- تشک سنگی (۲۰۱۴، ترجمه به فارسی با عنوان داماد یخزده، شیرین احدزاده، نشر کوله پشتی، ۱۳۹۶)

### مجموعه شعر
- همزاد پرسفونه (۱۹۶۱)
- بازی دایره ای (۱۹۶۴)
- سفرها (۱۹۶۵)
- گفتارهایی برای دکتر فرانکشتاین (۱۹۶۶)
- حیوانات در آن کشور (۱۹۶۸)
- یادداشت‌های روزانه سوزانا مودی (۱۹۷۰)
- رویه‌هایی برای زیرزمین (۱۹۷۰)
- سیاست‌های قدرت (۱۹۷۱)
- تو شاد هستی (۱۹۷۴)
- اشعار برگزیده (۱۹۷۶)
- اشعار دوسره (۱۹۷۸)
- قصه‌های واقعی (۱۹۸۱)
- اشعار عاشقانه نابودگر (۱۹۸۳)
- اشعار مار (۱۹۸۳)
- بین قمری (۱۹۸۴)
- منتخب اشعار: ۱۹۶۶–۱۹۸۴ (کانادا)
- منتخب اشعار ۲: ۱۹۷۶–۱۹۸۶ (آمریکا)
- صبح در خانهٔ سوخته (۱۹۹۵)
- بلعیدن آتش: منتخب اشعار ۱۹۶۵–۱۹۹۵ (انگلستان، ۱۹۹۸)
- در (۲۰۰۷)
- خیابان و عشق،عاشقانه‌های مارگرت اتوود، مترجم:  سهند آقایی ، مینا جعفری ثابت ، نشر : سرزمین اهورایی، ۱۳۹۳

### کتاب‌های کودکان
- بالای درخت (۱۹۷۸)
- حیوان خانگی آنا (۱۹۸۰) (به همراه جویس س. بارکهاوس)
- برای پرندگان (۱۹۹۰) (به همراه شلی تاناکا)
- پرنسس پورنلا و بادام زمینی ارغوانی (۱۹۹۵)
- رمزی گستاخ و تربچه‌های خروشان (۲۰۰۳)
- باب خجالتی و دوریندای محزون (۲۰۰۶)
- وندای سرگردان و ماشین رختشویی زیرزمینی بیوه والوپ (۲۰۱۱)

### غیر داستانی
- بقا: یک راهنمای مضمونی به ادبیات کانادایی (۱۹۷۲)
- روزگار یاغی‌ها ۱۸۱۵–۱۸۴۰ (۱۹۷۷)
- دومین حرفها: منتخب نثر انتقادی (۱۹۸۲)
- از درون آینه یک طرفه (۱۹۸۶)
- چیزهای عجیب: شمال بدن‌هاد در ادبیات کانادایی (۱۹۹۵)
- مذاکره با مردگان: نویسنده در مورد نوشته‌هایش (۲۰۰۳)
- هدف‌های متحرک: نوشتن با منظور ۱۹۸۲–۲۰۰۴ (۲۰۰۴)
- نوشتن با منظور: جستارها، مقاله‌ها، نثر شخصی ۱۹۸۳–۲۰۰۵ (۲۰۰۵)
- بازپرداخت: بدهی و سایه تاریک ثروت (۲۰۰۸)
- در دنیاهای دیگر: علمی تخیلی و تخیل انسان (۲۰۱۱)